# Benjamin Jesty

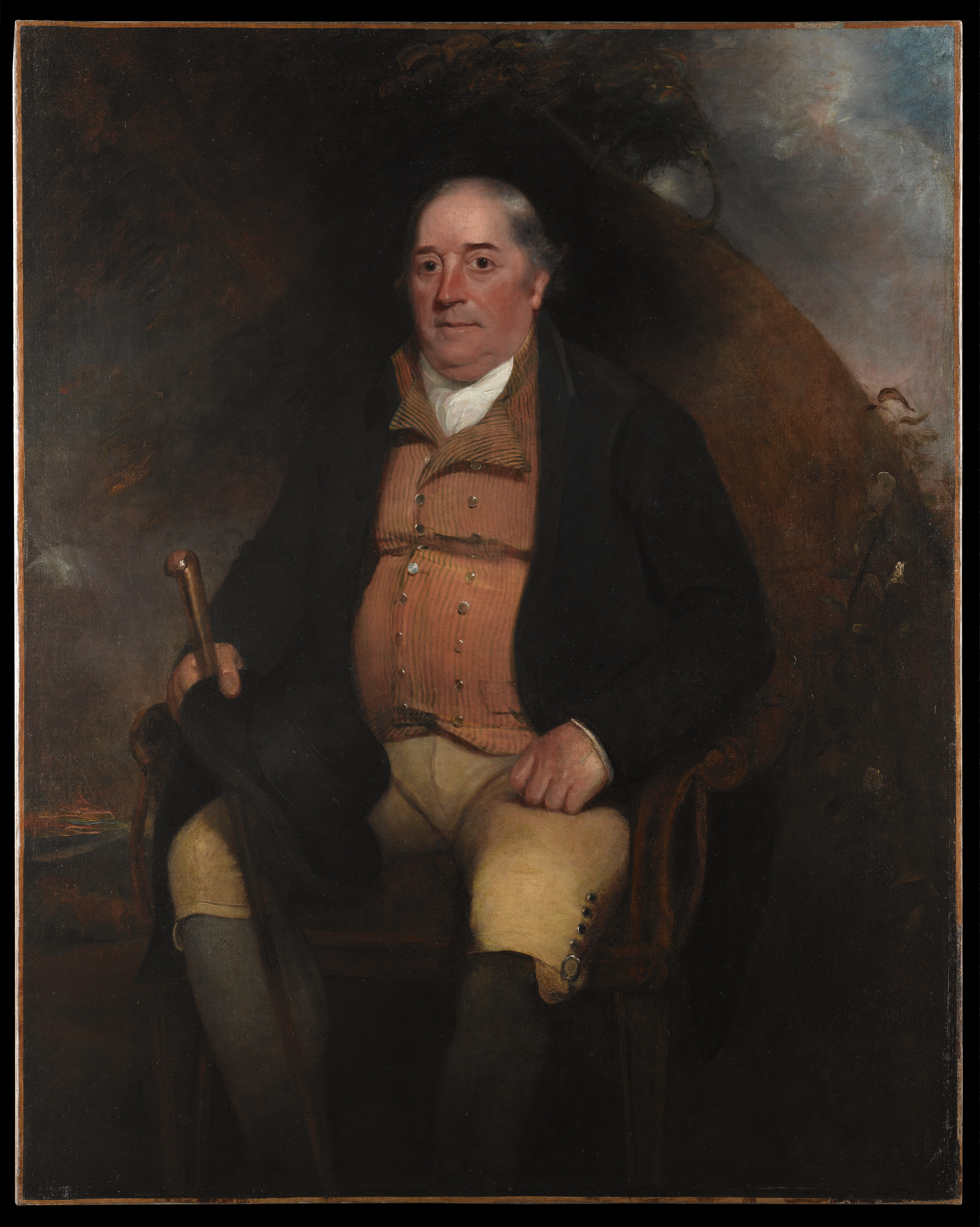
Benjamin Jesty, 1805.

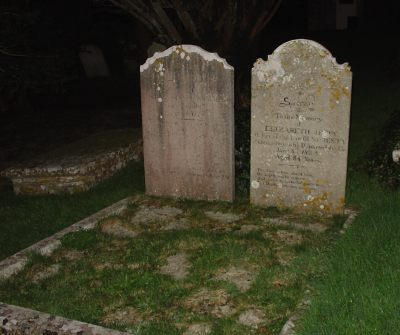
Benjamin Jesty grav till vänster och hans fru Elizabeth till höger.

Benjamin Jesty, född 1737 i  Yetminster, Dorset, England, död 16 april 1816, var den förste att immunisera andra personer mot smittkoppor med sekret från kokoppor.
1774, när en smittkoppsepidemi härjade i Jestys grannskap, upptäckte han att två av hans mjölkerskor, som tidigare varit sjuka i kokoppor,  inte blev smittade fast de hade nära kontakt med smittade personer. Eftersom även han hade varit sjuk i kokoppor trodde han att även han var immun, och beslöt sig för att smitta sin familj, fru och två söner, med kokoppor. Alla överlevde epidemin, och 1789 när sönerna fick en inokulation (variolisation) av smittkoppor i ett hälsoprogram, tillsammans med andra barn i området, var de de enda som inte fick smittkoppsreaktion. Jesty var så övertygad att barnen var immuna att han senare exponerade dem för en smittad person, och även vaccinerade andra människor i området.
År 1796, över 20 år senare, gjorde läkaren Edward Jenner liknande experiment, och han var den första som gjorde vetenskapliga försök att beskriva och immunisera befolkningen. Det var även han som gav immuniseringen namnet vaccination från kokoppsviruset, som på latin heter vaccinia.
1805 berättade Jesty för det nyligen bildade Jennerian Society om sina vaccineringar för att få ett erkännande. Samfundet gav Jesty erkännandet att han var den första som givit vaccin och givit fullgott bevis för att det gav permanent immunisering. Jesty fick åka till London, erhöll en belöning och fick ett porträtt målat.
På Jestys gravsten står det "The first person known that introduced the Cow Pox by innoculation", "Den första kända personen att introducera kokoppor i kroppen genom inokulation.